# Louise de Mecklembourg-Strelitz
Titres
Reine de Prusse
16 novembre 1797 – 19 juillet 1810
(12 ans, 8 mois et 3 jours)
Princesse héritière de Prusse
24 décembre 1793 – 16 novembre 1797
(3 ans, 10 mois et 23 jours)
Princesse consort de Neuchâtel
16 novembre 1797 – 30 mars 1806
(8 ans, 4 mois et 14 jours)
Électrice consort de Brandebourg
16 novembre 1797 – 6 août 1806
(8 ans, 8 mois et 21 jours)
Signature

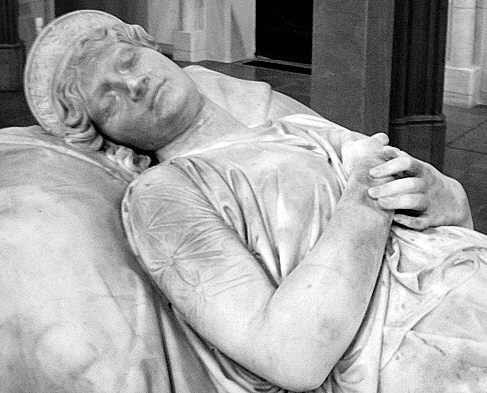
Gisant de Louise de Prusse au château de Charlottenbourg.

Louise Augusta Wilhelmine Amélie de Mecklembourg-Strelitz (10 mars 1776 – 19 juillet 1810) est reine de Prusse et épouse de Frédéric-Guillaume III. Connue sous le nom de la reine Louise (ou Louise de Prusse) et d’une très grande beauté, elle devint extrêmement populaire, en particulier pendant la guerre contre les Français.
Dans son livre Stein, l'ennemi de Napoléon, Constantin de Grunwald écrit au chapitre VII consacré à Louise de Prusse :
« Les patriotes d'outre-Rhin ont voué à la mémoire de Louise de Prusse un culte passionné. Ils vénèrent en elle la personnification de toutes les vertus de la femme allemande, ils vénèrent aussi en elle la mère de ce prince Guillaume qui devait devenir Empereur en 1871, la nouvelle Iphigénie qui s'immola au vainqueur à Tilsitt, dans le vain espoir de sauver son pays ; celle enfin qui en assura le relèvement en ramenant le baron Stein au pouvoir ».

## Biographie
Elle est la fille de Charles II de Mecklembourg-Strelitz, prince héritier du Mecklembourg-Strelitz et lieutenant général de Hanovre, et de Frédérique de Hesse-Darmstadt. Elle perd très jeune sa mère. Son père se remarie alors avec une des sœurs de sa femme, Charlotte de Hesse-Darmstadt.

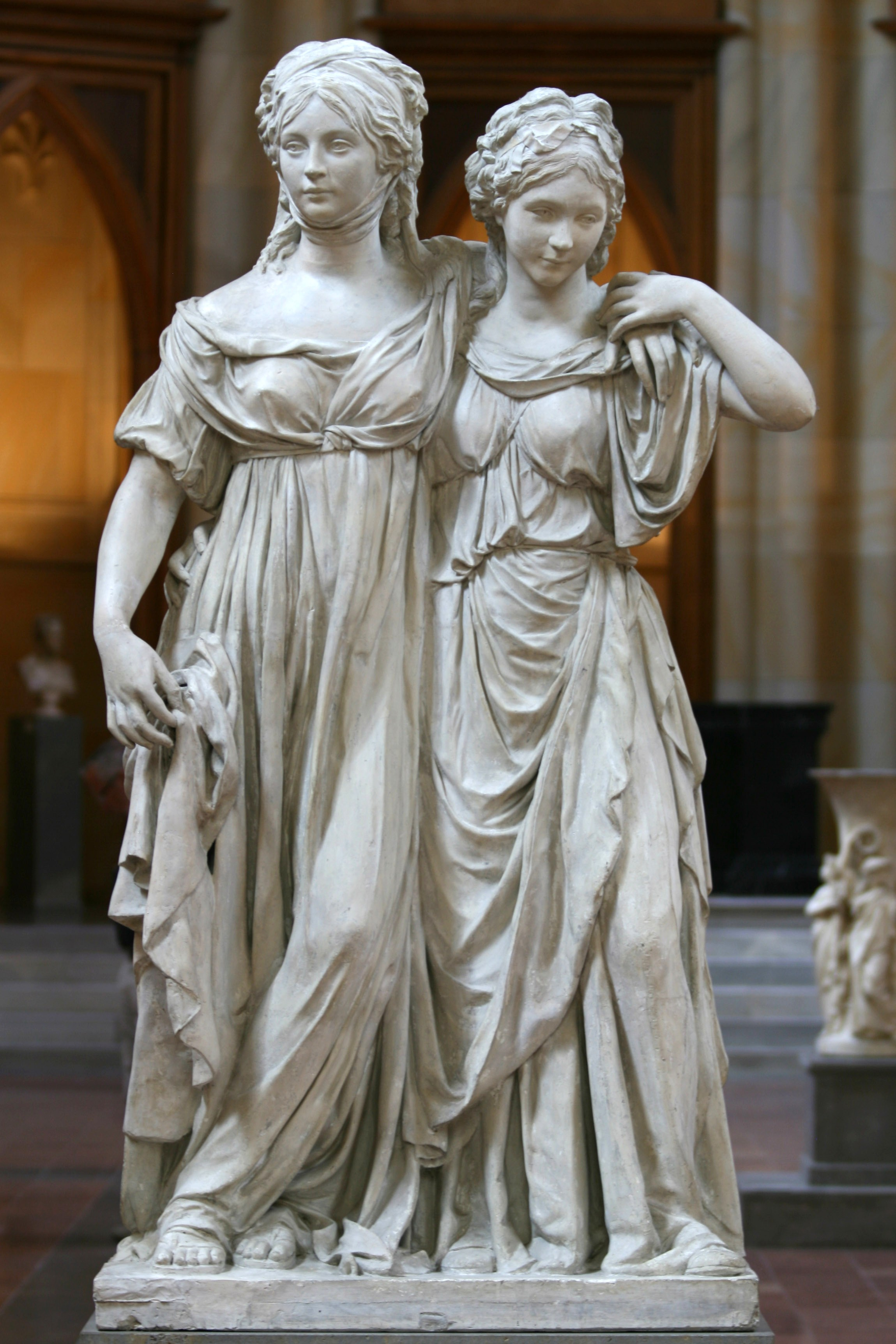
Louise et sa sœur Frédérique, statue de Johann Gottfried Schadow à l'église de Friedrichswerder (Berlin-Mitte).

À partir de 1786, elle est élevée avec sa sœur Frédérique de Mecklembourg-Strelitz à Darmstadt, auprès de sa grand-mère, Marie-Louise de Leiningen-Dagsbourg-Falkenbourg, veuve du prince Georges-Guillaume de Hesse-Darmstadt, surnommée « la princesse Georges » qui appelle auprès d'elle une gouvernante protestante de la principauté de Neuchâtel (appartenant alors à la Prusse), mademoiselle de Gélieu, qui avait autrefois fondé un pensionnat en Suisse. Elle parle le français qui est utilisé entre les familles aristocratiques, mais elle parle aussi le dialecte de la Hesse, ce qui étonne plus tard à Berlin, et son orthographe allemande laisse à désirer. Elle joue du clavecin et de la harpe et dessine. Toutefois, elle est une élève peu attentive, sauf en religion.
L'oncle de Louise, le duc de Mecklembourg-Strelitz, espérait renforcer les liens entre sa maison et la Prusse. À l'occasion d'une invitation soigneusement planifiée par le duc, Louise, âgée de dix-sept ans, rencontre le fils et héritier du roi de Prusse, le prince héritier Frédéric-Guillaume. Le prince héritier a vingt-trois ans, c'est un esprit sérieux et religieux. Louise fait une telle impression charmante sur Frédéric-Guillaume qu'il fait immédiatement son choix, et exprime son désir de se marier avec elle. La sœur de Louise, Frédérique, présente à ses côtés ce jour-là, attire également l'attention de son jeune frère le prince Louis-Charles, et les deux familles s'entendent pour planifier les doubles fiançailles de leurs enfants. Elles sont célébrées un mois plus tard, le 24 avril 1793 à Darmstadt. Frédéric-Guillaume et Louise se marient ensuite le 24 décembre de la même année, et Louis-Charles et Frédérique se marient aussi deux jours plus tard.

## Princesse héritière de Prusse (1793-1797)
Après son mariage le 24 décembre 1793 à Berlin, elle devient princesse héritière de Prusse.

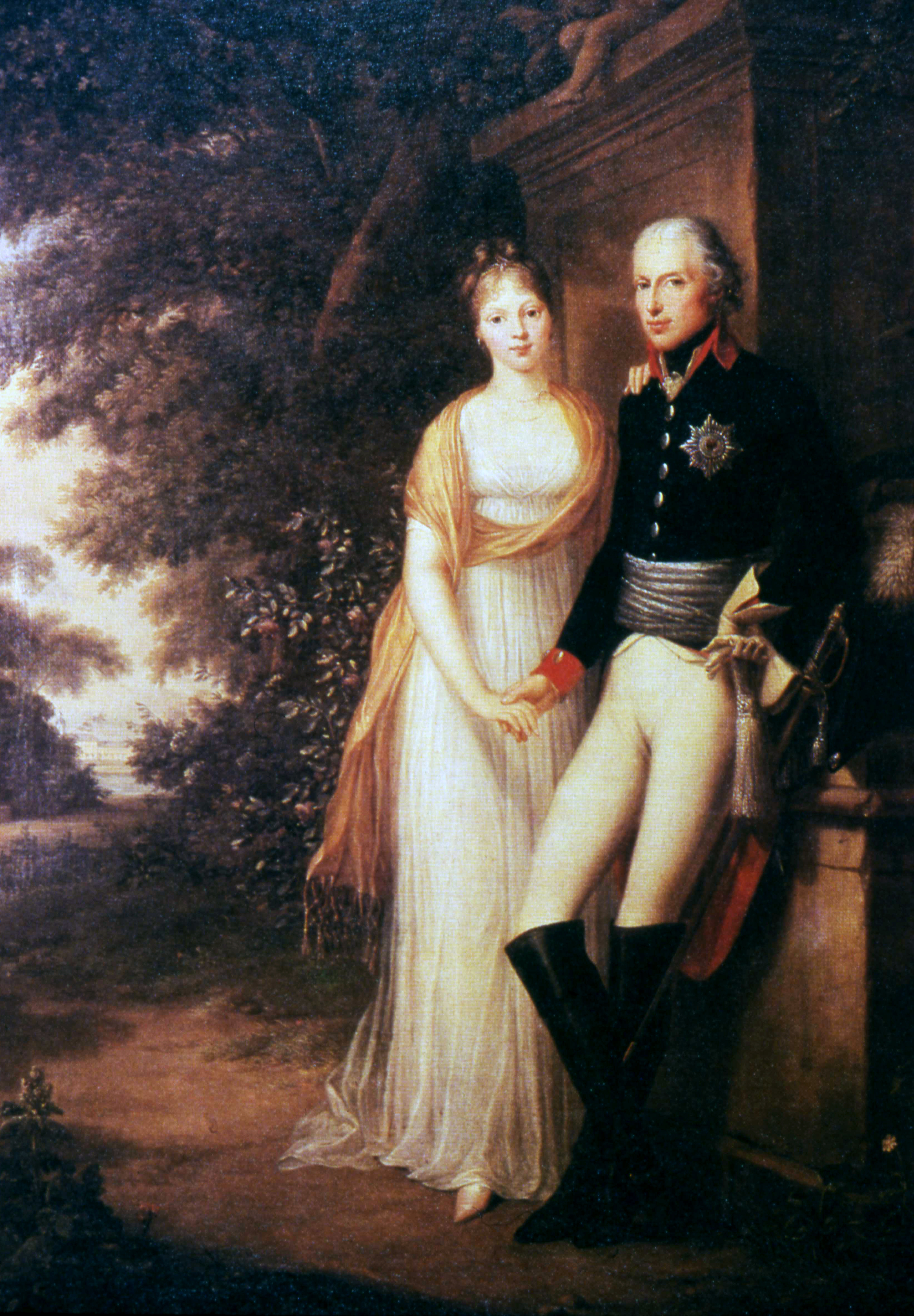
Louise et Frédéric-Guillaume en 1794, un an après leur mariage.

Le lendemain du mariage, le couple princier prend possession du palais qui lui a été destiné sur Unter den Linden. Il ne s'y installe pas à titre provisoire : celui-ci servira de résidence à Berlin, même après que Frédéric-Guillaume soit devenu roi. L'heure n'est pas à l'étalage du luxe. Frédéric-Guillaume est appelé régulièrement à remplir ses obligations militaires par suite de la guerre avec les armées révolutionnaires françaises qui occupent la rive gauche du Rhin. Selon Jean-Paul Bled, historien de Louise de Prusse :
« Le prince héritier a des goûts spartiates. Jusqu'à sa mort, il choisira de dormir sur son lit de camp, seulement revêtu d'une couverture de campagne. Quant à Louise, elle occupe le premier étage. L'aménagement en est sans doute plus recherché. En plus d'un piano et d'une bibliothèque, les meubles en acajou créent une ambiance plus chaude. Mais, en comparaison du cadre de vie auquel Louise était habituée à Darmstadt, l'ensemble reste simple ».
À en juger par les témoignages unanimes des contemporains, il se dégageait de sa personne un charme extraordinaire. La princesse Dorothée de Courlande (future duchesse de Dino et amie de Talleyrand) écrit dans ses mémoires :
« Sa beauté était vraiment royale. Plus grande qu'on ne l'est ordinairement, sa taille était dans les proportions parfaites. Les épaules, la poitrine étaient incomparables ; son teint était éblouissant ; ses cheveux étaient légèrement châtains ; son front était noble, ses yeux pleins de douceur, ses lèvres vermeilles. Rien n'égalait l'élégance de son cou et des mouvements de sa tête. Peut-être les dents n'avaient pas tout l'éclat qu'on aurait pu désirer, ses mains, quoique blanches, étaient un peu trop fortes et son pied était plutôt mal. Mais ces légères imperfections étaient grandement rachetées par l'ensemble majestueux de toute sa personne ».

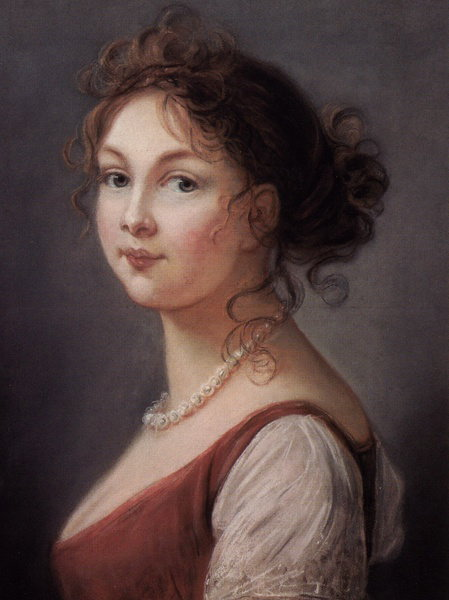
Louise de Prusse par Élisabeth Vigée Le Brun (1801).

La peintre Élisabeth Vigée Le Brun, qui fait son portrait en 1801, n'est pas moins catégorique :
« La plume est impuissante pour peindre l'impression que j'éprouvais la première fois que je vis cette princesse. Le charme de son céleste visage, qui exprimait la bienveillance, la bonté, et dont les traits étaient si réguliers et si fins ; la beauté de sa taille, de son cou, de ses bras, l'éblouissante fraîcheur de son teint, tout enfin dépassait en elle ce qu'on peut imaginer de plus ravissant ».
Jean-Roch Coignet la décrit dans ses Cahiers d'une façon très imagée pendant l'entrevue de Tilsit.
« Dieu, qu’elle était belle avec son turban autour de la tête ! On pouvait dire que c’était une belle reine pour un vilain roi, mais je crois qu’elle était roi et reine en même temps. […] J’eus le bonheur de me trouver le soir de faction au pied du perron pour la voir de près, et, le lendemain à midi, je me trouvais à mon même poste ; je la contemplai. Quelle belle figure, avec un port de reine ! À trente-trois ans, j’aurais donné une de mes oreilles pour rester avec elle aussi longtemps que l’Empereur ».
Le roi Frédéric-Guillaume donne au couple le château de Charlottenbourg, mais le prince héritier et sa nouvelle épouse préfèrent vivre au château de Paretz, situé à l'extérieur de Potsdam, où Louise prend l'habitude de s'occuper elle-même des affaires du ménage. Paretz est éloigné des agitations de la cour, le couple est heureux et se maintient dans la « retraite rurale » d'une vie à la campagne. Louise est choyée par le roi, qui l’appelle « la princesse des princesses » et lui donne le palais d'Oranienbourg. La princesse se fait un devoir de soutenir son mari dans toutes ses activités, partageant le chant, ou faisant ensemble la lecture de Shakespeare et de Goethe. Louise devient bientôt enceinte, donnant naissance à une fille mort-née le 1er octobre 1794. Neuf enfants en bonne santé suivent ensuite en une succession rapide : Frédéric-Guillaume, Guillaume, Charlotte, Frédérique, Charles, Alexandrine, Ferdinand, Louise, enfin Albert en 1809. Louise pratique continuellement des dons de charité et à l'occasion de la fête de la moisson, elle achète des cadeaux et les distribue aux enfants locaux. Pour son premier anniversaire après son mariage à Berlin, lorsque le roi Frédéric-Guillaume II demande à sa bru ce qu'elle désire comme cadeau, Louise répond qu'elle voulait une poignée de pièces d'argent pour laisser les gens de la ville partager sa joie ; il lui en donne en souriant une grande quantité pour cette tâche.
À ses avantages physiques, Louise de Prusse joint de hautes qualités morales. Le chevalier de Gentz, homme d'État autrichien qui la connut en 1806, rend hommage à ses qualités de la façon suivante : « Dans chaque moment d'un entretien d'environ trois quarts d'heure, elle s'exprima avec une précision, avec une fermeté, avec une énergie et en même temps une mesure et une prudence qui m'auraient enchanté dans un homme ; et cependant elle répandit sur tout ce qu'elle disait une sensibilité profonde, qui ne me laissa pas oublier un instant que c'était une femme que j'admirais ». Son esprit était vif, pénétré d'une sincère piété : « Tout mon être est empreint d'amour pour les humains, écrivait-elle, je voudrais tant savoir toute l'humanité heureuse et contribuer à son bonheur aux frais de ma personne ». Elle possédait à un haut degré le sens de l'humour : raccommodant des chaussettes, elle sollicitait de son auguste époux sa nomination « au poste permanent de tricoteuse royale ». Fervente de poésie, admiratrice des tragédies de Schiller, elle était portée à l'exaltation rêveuse de l'esprit allemand. Elle était, d'après Constantin de Grunwald : « représentante typique du pré-romantisme allemand, "belle âme" vaporeuse et pourtant épouse fidèle et dévouée, qui trouvait le plus grand bonheur de son existence au sein de sa famille, dans la calme retraite d'une petite propriété aux environs de Potsdam ».

## Reine de Prusse (1797-1810)
Elle devient reine de Prusse en 1797, lorsque Frédéric-Guillaume III devient roi après la mort de son père. Louise écrit à sa grand-mère : « Je suis maintenant reine, et ce qui me réjouit le plus est l'espoir que maintenant je n'ai plus besoin de compter mes bienfaits avec tant de soin. ». Le couple doit abandonner son isolement à Paretz et commencer à vivre avec les restrictions de la cour royale. Le couple entreprend une tournée dans les provinces de l'est du pays jusqu'à Königsberg où le nouveau roi doit recevoir l'hommage de la diète. Après la Prusse-Orientale, le voyage comprend des visites à Varsovie, puis à Breslau. Louise aurait eu une bonne raison de se dérober. Elle se trouve alors dans le septième mois d'une nouvelle grossesse. « Un déplacement de cinq semaines n'est donc pas sans présenter des risques ».

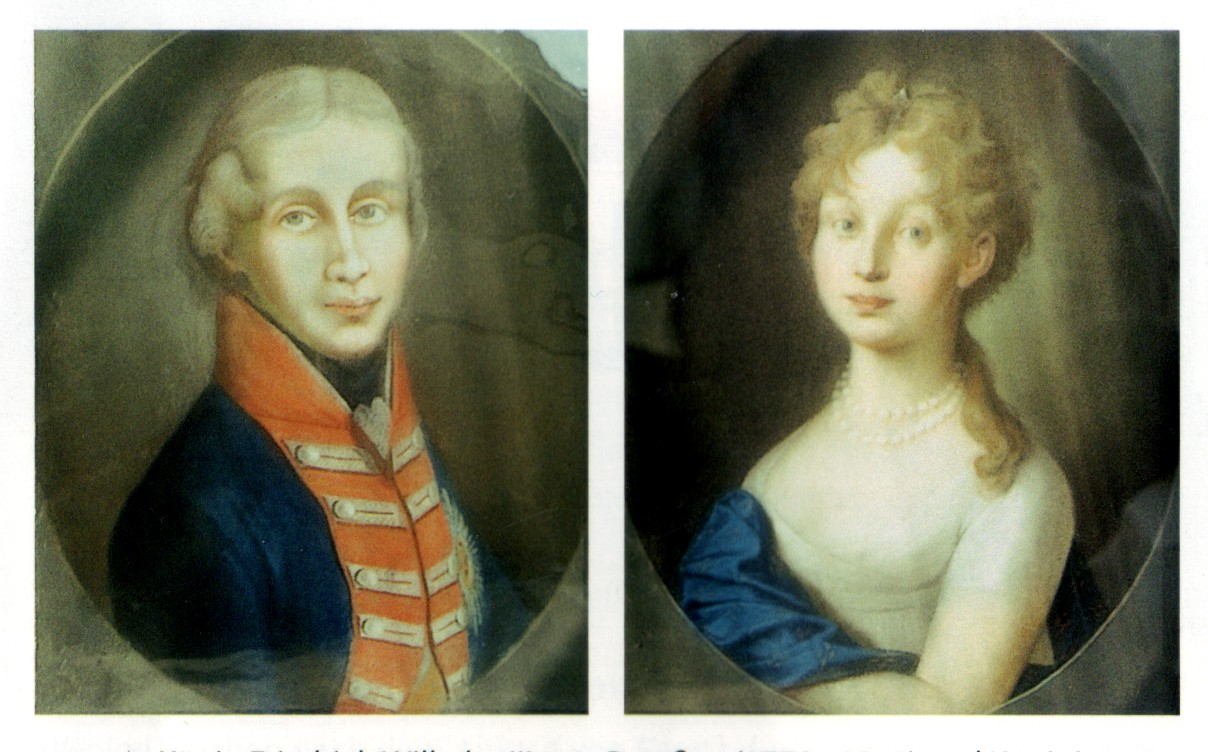
Portrait de Frédéric-Guillaume III et de la reine Louise de Prusse.

### Une divine entrevue
1802 marque un tournant dans la vie de Louise. C'est en effet cette année-là qu'elle rencontre pour la première fois Alexandre Ier de Russie à Memel. Le charme de l'empereur agit très vite sur la jeune femme. Auréolé de son prestige d'autocrate, le tsar lui apparut tout-puissant. Chaque jour, la jeune reine sentimentale décrivait ses états d'âme dans son journal intime. Elle en envoyait les feuillets à son frère Georges : « L'entrevue de Memel a été divine, écrivait-elle à celui-ci : je t'envoie ci-inclus mon journal, le dépôt le plus sacré que je possède : renvoie-le-moi au plus tôt, je t'en prie ». Chaque détail consigné dans le cahier montre son admiration pour le jeune empereur. Habituée à la bonhomie rude de son époux, elle est séduite par les attentions, la délicatesse et la galanterie d'Alexandre : « Lorsqu'elle danse la valse avec lui, elle semble être transportée au septième ciel ». Elle chante pour lui ou encore lui prépare elle-même son thé ou son chocolat. Elle est véritablement fascinée. Le prince Czartoryski raconte dans ses mémoires que le tsar, alarmé par les ardeurs de Louise, demanda à être enfermé à double tour dans sa chambre pendant la nuit, de peur d'être importuné.

### L'affaire du Hanovre
Le 23 mars 1803, sur l'initiative de Talleyrand, un projet d'alliance est soumis à l'appréciation du roi, avec en contrepartie, la prise de possession par la Prusse du Hanovre, appartenant à l'Angleterre. Sans la contrepartie d'une alliance, l'occupation du Hanovre par la France ne pourrait que léser les intérêts prussiens. L'électorat du Hanovre touche au Brandebourg à l'Est et aux possessions prussiennes à l'Ouest, avec le risque que les communications entre les parties du royaume soient coupées. « Seule une entente entre la France et la Prusse, explique le ministre, peut apporter la paix et la sécurité à l'Europe. Même si le rapport entre les deux alliés serait inégal, c'est bien un axe franco-prussien que propose Talleyrand ». Le roi tergiverse. Bonaparte fait envahir le Hanovre par le général Mortier. En un mois, l'opération est menée à bien. Les négociations sur le projet d'alliance franco-prussienne reprennent à la fin 1803. Mais elles butent sur le refus de Bonaparte d'évacuer le Hanovre. Et surtout, Frédéric-Guillaume soumet le projet d'alliance au jugement d'Alexandre. Il s'en remet au conseil de celui qu'il traite, depuis l'entrevue de Memel, d'« ami. » Le 15 mars 1804, Alexandre met en garde son « ami » contre un engagement qui peut entraîner la fin de la Prusse. Le 3 avril, il est mis fin aux négociations entre Berlin et Paris.

### L'enlèvement du duc d'Enghien
Revenue à Berlin, la reine envoie de temps en temps à son idole une lettre où elle lui dit son chagrin de l'éloignement : « Il n'y a que l'espoir de revoir Votre Majesté Impériale qui me console un peu ». Dans l'Europe troublée du début du siècle, le tsar empereur de toutes les Russies représente une sauvegarde pour tous les partisans des anciennes monarchies. La jeune reine prend le parti de considérer que la France de Bonaparte est un danger pour les Allemands. Son mari, à l'inverse, horrifié par la guerre, prend le parti de la neutralité. En 1804, l'enlèvement du duc d'Enghien en territoire badois la bouleverse. L'exécution du duc au château de Vincennes l'indigne. À Saint-Pétersbourg, la cour de Russie prend le deuil pour le dernier des Condé. Louise voudrait suivre cet exemple, mais Frédéric-Guillaume, plus prudent et sachant sa cour espionnée par des informateurs français, la prie de renoncer à cette manifestation.

### Le serment de Potsdam

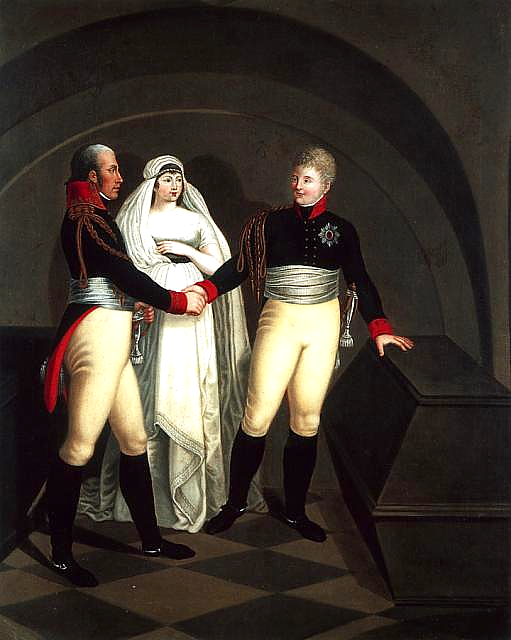
Alexandre Ier et Frédéric-Guillaume III se jurent une amitié éternelle en présence de la reine devant le tombeau de Frédéric II. Toile de Franz Ludwig Catel, v. 1806.

Quelques mois plus tard, le 2 décembre 1804, Napoléon se couronne empereur. L'antipathie de Louise contre le Corse se manifeste alors. À son époux alors absent de Berlin, elle rapporte les réactions suscitées en Prusse par la décision de Napoléon de prendre le titre impérial : « L'acceptation de la dignité impériale par Bonaparte trouble ici tous les esprits, on est scandalisé ». Le 11 avril 1805, un traité d'alliance entre l'Angleterre et la Prusse inaugure une troisième coalition à laquelle l'Autriche se joint le 7 juillet suivant. Ayant rassemblé de nombreuses forces militaires à Boulogne en vue de l'invasion de l'Angleterre et apprenant que la Russie et l'Autriche mobilisent pour le combattre, Napoléon lève le camp de Boulogne et, à marches forcées, porte la Grande Armée en Allemagne à la rencontre des forces russes et autrichiennes. L'antipathie de Louise augmente contre le Corse lorsque, en octobre 1805, les troupes françaises violent le territoire prussien à Ansbach pour se porter contre les Autrichiens. Tandis que la Prusse mobilise, la reine galvanise le courage de son peuple. Son ardeur augmente lorsqu'elle apprend la venue du tsar à Berlin. Ce sera l'occasion d'une visite nocturne sur le tombeau du Grand Frédéric au château de Potsdam.
Soutenue par le prince Louis-Ferdinand de Prusse et le ministre Hardenberg, elle défend le parti de la guerre et sait convaincre son mari de déclarer la mobilisation contre Napoléon.

## Guerre avec la France

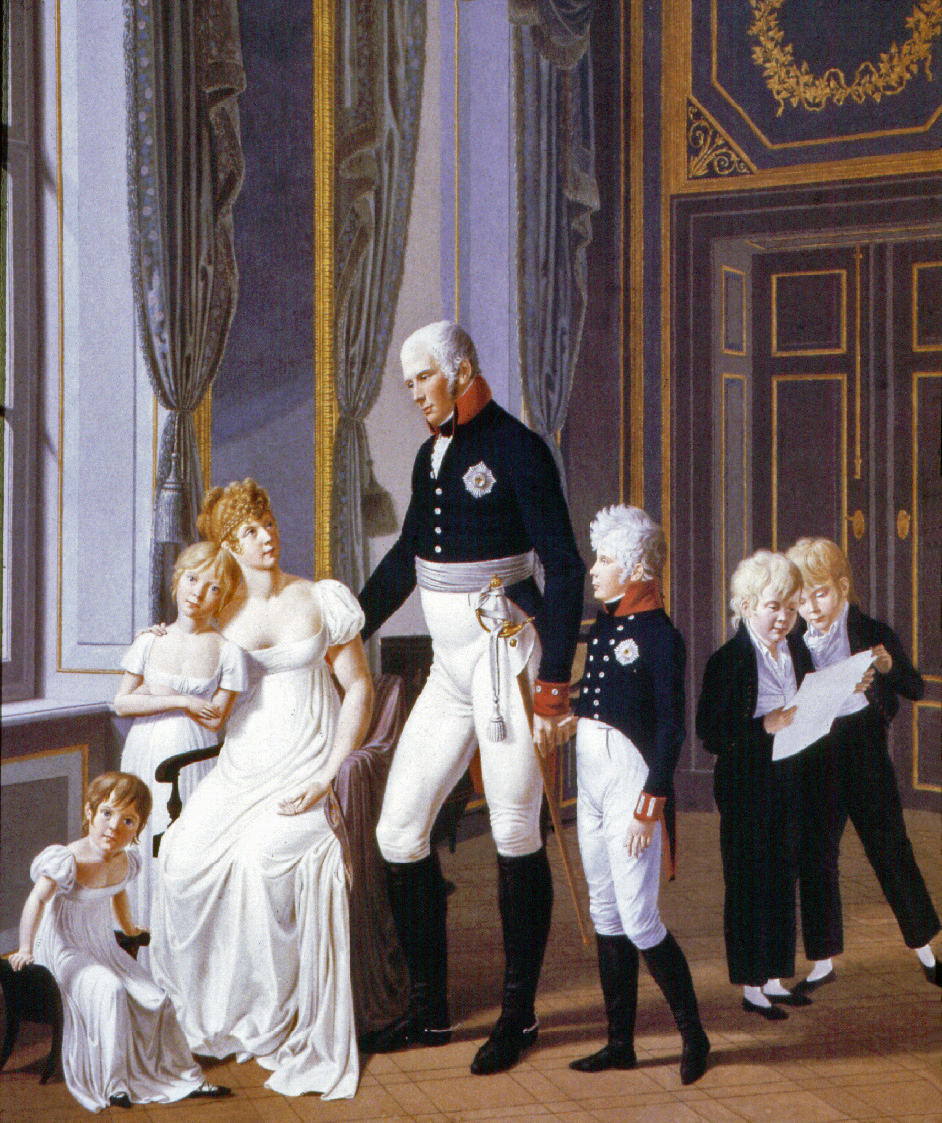
Le roi, la reine Louise, et leurs enfants, 1806.

Bien que la Prusse n'ait pas combattu dans une guerre depuis 1795, ses chefs militaires ont toute confiance dans leur armée, assurés qu'ils pourraient gagner facilement contre les troupes de Napoléon. Pressé par la reine et sa famille pour rompre la paix, le roi Frédéric-Guillaume se décide à entrer en guerre contre l'empereur français. Les troupes prussiennes commencèrent la mobilisation, mais la campagne militaire fut très courte. Selon Henri Heine : « Napoléon souffla sur la Prusse et la Prusse cessa d'exister ». Les forces de Frédéric-Guillaume sont anéanties en une seule semaine, entre le 10 et le 17 octobre 1806, sur les champs de bataille de Saalfeld, Iéna et Auerstaedt. Le duc Charles II de Brunswick-Wolfenbüttel et le prince Louis-Ferdinand de Prusse y laissent la vie. La reine était parue sur le champ de bataille d'Iéna, habillée en colonel de son régiment, espérant assister à la défaite de l'« Ogre corse », mais elle dut fuir en calèche avant la fin des combats. Napoléon écrit à Joséphine, quelques jours après Iéna :
« La reine de Prusse a été poursuivie par un escadron de hussards : elle a été obligée de rentrer à Weimar et en est repartie trois heures avant que nos troupes y entrent. Elle a suivi une route sur laquelle nous avons beaucoup de troupes, il est possible qu'elle ait été prise ».
Les maréchaux de Napoléon s'emparent avec une rapidité vertigineuse des plus puissantes forteresses prussiennes : Magdebourg, Spandau, Kustrin, Hameln. Blücher capitule à Lübeck, « n'ayant plus de pain et plus de munitions ».
Napoléon entre triomphant à Berlin et y installe une administration française ; sept ministres de Frédéric-Guillaume III lui prêtent serment de fidélité. Le roi, suivi de la reine et de quelques fidèles, dénué de troupes, ayant perdu tout lien avec ses ministres, s'élancent dans une fuite éperdue vers les confins du royaume, à Königsberg, traqués et pourchassés par l'avance des grognards.

### L'effondrement de la Prusse
Napoléon, installé à Berlin dans le château de Charlottenbourg, rédige des bulletins pour la Grande Armée où il accable la reine avec méchanceté :
« La reine de Prusse est à l'armée, habillée en amazone de l'uniforme de son régiment de dragons et écrit vingt lettres par jour pour exciter de toute part l'incendie. Il me semble voir Armide dans son égarement mettre le feu à son propre palais ».
Napoléon aimera donner le nom d'Armide à la reine Louise. Dans d'autres bulletins, il continuera à la traiter comme une guerrière qui a déclenché la guerre :
« Il paraît que ce qu'on dit d'elle est vrai, elle était ici pour souffler le feu de la guerre : c'est une femme de jolie figure, mais de peu d'esprit, incapable de présager les conséquences de ce qu'elle faisait. Il faut, aujourd'hui, au lieu de l'accuser, la plaindre, car elle doit avoir bien des remords des maux qu'elle a faits à sa patrie et de l'ascendant qu'elle a exercé sur le roi, son mari, qui voulait la paix et le bien de son peuple ».
À Königsberg, une épidémie de typhoïde se déclare, ses enfants attrapent la maladie et elle-même, prise d'une grosse fièvre, délire. Elle trouve le courage néanmoins d'empêcher son mari de signer un armistice. Cela déshonorerait à ses yeux le nom des Hohenzollern. À peine rétablie, elle doit se relever et fuir à nouveau. « J'aime mieux tomber entre les mains de Dieu qu'entre celles des hommes » déclare-t-elle. Après un voyage dans le froid et dans la neige, elle arrive à Memel, au bord de la frontière russe.

### Paix de Tilsit et mort

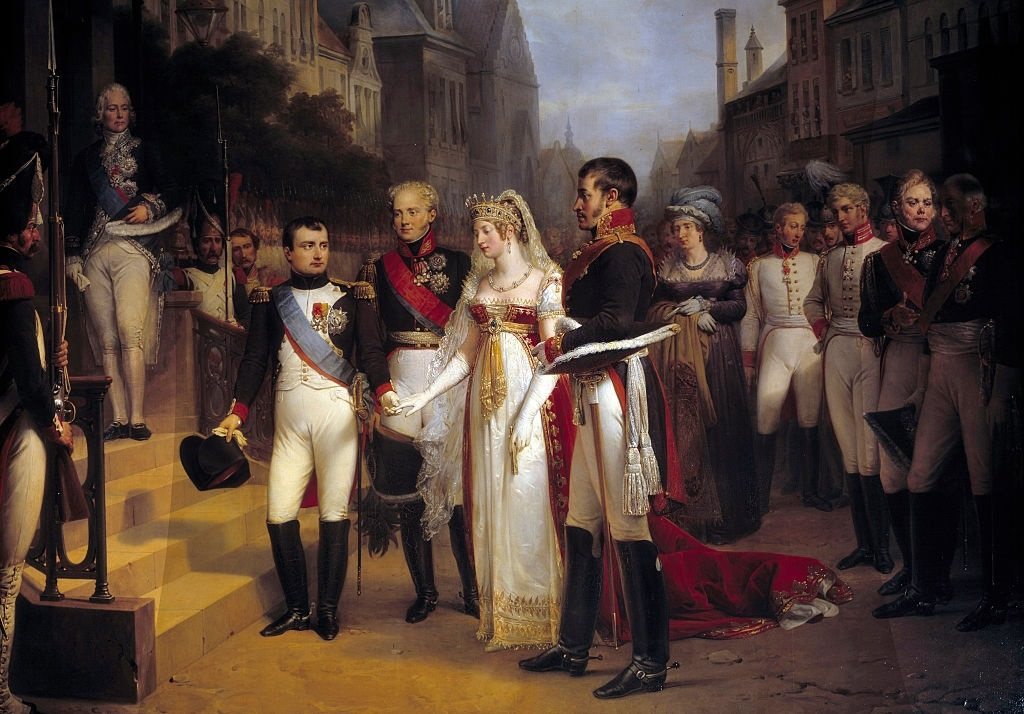
La reine Louise et Napoléon, 1807. Peinture par Nicolas Gosse.

En juillet 1807, pendant la conférence de Tilsit, bien qu'enceinte de deux mois, elle obtint une audience auprès de Napoléon pour tenter – en vain – d’adoucir les conditions imposées par le vainqueur.
Atteinte d'une infection pulmonaire, elle s'éteignit le 19 juillet 1810, pendant une visite à son père au château de Hohenzieritz près de Neustrelitz. Elle est enterrée dans le mausolée du château de Charlottenbourg.

## Descendance
Elle a donné le jour à neuf enfants dont sept survécurent :
- Frédéric-Guillaume (1795-1861), futur roi de Prusse, épouse en 1823 Élisabeth de Bavière ;
- Guillaume (1797-1888), futur roi de Prusse et empereur allemand, épouse en 1829 Augusta de Saxe-Weimar-Eisenach (1811-1890) ;
- Charlotte (1798-1860), épouse en 1817 le futur tsar Nicolas Ier (1796-1855) ;
- Frédérique (1799-1800) ;
- Charles (1801-1883), épouse en 1825 Marie de Saxe-Weimar-Eisenach (1808-1877) ;
- Alexandrine (1803-1892), épouse en 1822 Paul-Frédéric de Mecklembourg-Schwerin, deuxième grand-duc de Mecklembourg-Schwerin (1800-1842) ;
- Ferdinand (1804-1806) ;
- Louise (1808-1870), épouse en 1825 Frédéric d'Orange-Nassau ;
- Albert-Frédéric (1809-1872), épouse en 1830 Marianne d'Orange-Nassau, divorce en 1849, épouse en 1853 morganatiquement Rosalie von Rauch (1820-1879) créée comtesse de Hohenau.